# Milijonkotnik
Milijonkotnik je mnogokotnik, ki ima milijon stranic. S tujko mu rečemo megagon, beseda izvira iz grške besede starogrško μέγας: mégas, kar pomeni velik.

## Značilnosti
Pravilni milijonkotnik ima notranji kot enak 179,99964°. Obseg pravilnega milijonkotnika, ki je včrtan v enotsko krožnico, je:
{\displaystyle 2000000\sin {\frac {\pi }{1000000}}\!\,.}.
To je zelo blizu vrednosti {\displaystyle 2\pi \,}. 
Razlika med obsegom Zemlje, ki ima obseg 40.000 kilometrov, in obsegom milijonkotnika ter obsegom takšne krožnice je samo 1/16 milimetra.